# Turn the Beat Around (lied)
Turn the Beat Around is een lied geschreven door Gerald en Peter Jackson van Touch of Glass.

## Vicki Sue Robinson
Peter Jackson was studiomuzikant in de Associated Studio in New York, waar de geluidstechnicus Al Garrison werkte. Gerald en Peter hadden Turn the Beat Around geschreven en wilden dat als demo opnemen als Touch of Glass. Toen het platenlabel hun versie hoort, keurden ze het af. Te veel gedoe met de teksten. Ondertussen zag Al Garrison wel wat in dat nummer en liet het zijn vriendin Vicki Sue Robinson inzingen. Zij nam haar debuutalbum Never Gonna Let You Go op, maar dat was nog niet compleet. Uiteindelijk werd de volledige opname gedaan op 26 september 1975 onder leiding van muziekproducent Warren Schatz, hoewel deze niet in het lied zag. David Todd, baas van de discomuziek bij RCA Victor gaf de doorslag: Zo snel mogelijk opnemen en uitbrengen. Todd had gelijk, de single verscheen in februari 1976 en begon aan een gestage opmars, die in augustus 1976 zijn hoogtepunt bereikte door een notering in de Billboard Hot 100.
In Nederland en België bleef het een eendagsvlieg. De versie uit 1995 haalde de hitparades ook al niet. Ze verdiende met de oorspronkelijke versie wel een Grammy Award.

### Hitnotering
De plaat haalde de 10e plaats in de Amerikaanse hitlijst. Het Verenigd Koninkrijk liet het plaatje passeren.

#### Nederlandse Top 40
| Positie: | 25 | 20 | 19 | 13 | 12 | 14 | 21 | 33 | 37 | 39 | uit |

#### NederlandseDaverende 30
| Positie: | 21 | 13 | 12 | 11 | 14 | 20 | uit |

#### BelgischeBRT Top 30
| Positie: | 23 | 13 | 12 | 26 | 30 | 30 | uit |

#### VlaamseUltratop 30
| Positie: | 19 | 17 | 19 | 22 | 30 | uit |

#### NPO Radio 2 Top 2000
Turn The Beat Around stond alleen in 1999 in de NPO Radio 2 Top 2000, op plek 1894.

## Gloria Estefan
Nadat in 1990 een poging van Laura Branigan om het opnieuw de hitlijsten in te zingen was mislukt, verschenen in 1994 twee versies. Een van rapster Lil Suzy en een van Gloria Estefan. Die laatste zong het als onderdeel van de filmmuziek behorend bij The Specialist. Het verscheen vervolgens ook op haar album Hold Me, Thrill Me, Kiss Me, een album vol covers. Al vanaf het eerste luistermoment van het origineel wilde Estefan het al opnemen.

### Hitnoteringen

#### Nederlandse Top 40
Estefan haalde met haar versie de 13e plaats in de Amerikaanse hitparade, maar wist (nu ook) Engeland enthousiast te krijgen. Ze haalde daar een 21e plaats in zes weken tijd.
| Positie: | 35 | 34 | 33 | 40 | uit |

#### NederlandseMega Top 50
| Positie: | 47 | 40 | 31 | 27 | 33 | uit |

#### BelgischeBRT Top 30
| Positie: | 20 | uit |

#### VlaamseUltratop 50
| Positie: | 40 | 24 | 33 | uit |

## Andere covers en persiflages
- Jeroen van Inkel gebruikte eind jaren tachtig de melodie als jingle voor zijn vrijdagochtendprogramma bij Radio Veronica ter onderbreking van reclame en journaal. "We gaan er even uit maar zijn straks weer terug".
- In het programma I Love 1976 danst Kermit de Kikker op het intro van Turn the Beat Around.
- Mya zong het op 18 oktober 2002 tijdens de televisiespecial The Disco Ball (uitgezonden in 2003) waarin artiesten uit heden en verleden een eerbetoon brachten aan het genre.
- Dannii Minogue samplede het nummer voor haar hit Perfection, die begin 2006 werd uitgebracht.
- in de aflevering 'Something, Something, Something, Dark Side' van Family Guy is het lied te horen als Turn the Ship Around (een persiflage op Star Wars).
- Speciaal voor een kunstboterreclame werd het nummer omgedoopt tot Turn the Tub Around.
- In 2010 werd het gecoverd als titeltrack van de gelijknamige MTV-film.
- In 2017 werd het opgenomen in het repertoire van First Ladies of Disco, een supergroep bestaande uit de zangeressen Linda Clifford, ex-Weather Girl Martha Wash en (tijdens de eerste drie concerten) Evelyn 'Champagne' King die ook de percussie voor haar rekening nam.